# Herfra min verden går
Herfra min verden går er en dokumentarfilm instrueret af Christian Braad Thomsen efter eget manuskript.

## Handling
Bjertrup er en lille østjysk landsby, der består af 6-7 husmandssteder og et par større gårde. Den ligger lidt gemt væk mellem Jeksendalen , Bjertrup Mose og Hørning Skov. Her er jeg født, herfra udgår min verden, men det er samtidig en verden, der er ved at forsvinde. Christian Braad Thomsens kalder sin film nr. 2 for en "hjemstavnsfilm" og sætter sig ud over kunstige skel mellem fiktionsfilm og dokumentarfilm. Han vil ikke give en dokumentarisk skildring af sin fødeby Bjertrup, men derimod lade filmen fungere som "en rejse i erindringen". Pressematerialet angiver de medvirkende som "familie og venner, bønder og godtfolk, spillemænd og sangfugle", og filmen er bygget op omkring mennesker fra egnen, der slet og ret fortæller om sig selv og deres baggrund, ind imellem endda ret intimt. Der er ikke tale om interviews, men instruktøren fungerer selv som forbindende fortæller.